# Noel Galway Holmes
Sir Noel Galway Holmes, britanski general, * 1891, † 1982.